# Sahn
Sahn (arabsko: صَحْن, ṣaḥn) je dvorišče v islamski arhitekturi, zlasti uradno dvorišče mošeje. Večina tradicionalnih mošej ima velik osrednji sahn, ki je na vseh straneh obdan z rivakom ali arkado. V tradicionalnem islamskem oblikovanju imajo lahko rezidence in soseske zasebna dvorišča ali sahn.
Sahn je pogost element v verskih stavbah in rezidencah po vsem muslimanskem svetu, ki se uporablja v mestnih in podeželskih okoljih. Križni hodnik je njegov ekvivalent v evropski srednjeveški arhitekturi in njenih verskih stavbah.

## Etimologija
Beseda sahn (صَحْن) v arabščini pomeni dvorišče.

## Zgodovina
Prvotno je bil sahn uporabljen za stanovanja, kot varno in zasebno okolje znotraj zidov bivalnega kompleksa. Najdene so ruševine hiš v sumerskem Uru s sahni iz časa tretje dinastije Ura (2100–2000 pr. n. št.).
Večina dvorišč (sahn) pri mošejah je vsebovala javni vodnjak, kjer so muslimani izvajali vudu (arabsko وضوء, Wuḍūʾ; perzijsko آبدست āb-dast) - obredno čiščenje, ki je bilo potrebno pred molitvijo. Velika mošeja Omajadov v Damasku, zgrajena leta 706 n. št., ima enega najzgodnejših primerov sahna. 122,5 m dolgo in 50 m široko pravokotno dvorišče mošeje je na treh straneh obdano z arkadami (rivak).
Uporaba sahna v islamski arhitekturi se je nadaljevala do sredine 20. stoletja, ko je moderna arhitektura začela vplivati na načrtovanje stanovanjskih in javnih stavb islamskih kultur.

## Tipi

### Mošeja
Skoraj vsaka zgodovinska ali tradicionalna mošeja ima sahn. Njegova uporaba v mošejah držav Bližnjega vzhoda se je prenesla na arhitekturo večine islamskih držav.
Tradicionalni sahni so z vseh strani obdani z arkado -  rivak. Vsebujejo tudi bazene s vodnjakom, kot je hovz (perzijsko حوض‎), za obredno čiščenje in opravljanje vudu (arabsko الوضوء al-wuḍū - islamsko umivanje) in vodnjake s tekočo pitno vodo.
Notranje dvorišče ni versko predpisana arhitekturna značilnost, nekatere mošeje, zlasti od 12. stoletja, nimajo sahna.

### Stanovanje
Najbolj zasebni so stanovanjski sahni, ki so del hišnega dvorišča. Obseg in podrobnosti oblikovanja se razlikujejo: od urbanih do podeželskih krajev, različne regije in podnebja ter različna obdobja in kulture – vendar osnovna funkcija varnosti in zasebnosti ostajata enaka. Sahn je lahko zasebni vrt, servisno dvorišče in dnevna soba na prostem v poletni sezoni za družino ali zabavo.
Običajno glavni vhod v hišo ne vodi neposredno v sahn. Do njega se pride skozi prelomljen ali ukrivljen hodnik, imenovan majaz (arabsko مجاز‎, mağāz). To omogoča prebivalcem, da sprejmejo goste v medžlis (arabsko مجلس‎, mağlis), salon ali sprejemno sobo, ne da bi videli v sahn. Potem je to zaščiten in prepovedan kraj, kjer se hišnim ženskam ni treba pokriti v oblačila hidžab, ki so tradicionalno potrebna v javnosti.
V urbanih okoljih je sahn običajno obdan z arkado - rivak, na sredini pa ima hovz ali bazen z vodo. ivan rezidence, zasebna družinska soba, veranda s tremi stenami, običajno gleda na sahn in omogoča neposreden dostop do njega ali po stopnicah. Iz sob v zgornjih nadstropjih si ga lahko ogleda tudi skozi mašrabije, okna, pokrita z leseno rešetko.
Mavrske terase v Al Andaluzu, v današnji Španiji, vključujejo mesta svetovne dediščine, kot sta dvorišče levov in dvorišče mirt v palači Alhambra.

### Urbano oblikovanje
Zasebno
Tradicionalne islamske soseske imajo lahko namenski osrednji odprt prostor, skupni zasebni sahn, imenovan saha (arabsko ساحة‎, sāḥä), samo za prebivalce soseske, običajno sestavljene iz pripadnikov istega plemena.
Javno
Ideja javnega odprtega prostora, osrednjega sredi mesta, mestnega trga ali osrednjega trga, je del zgodovinskega in sodobnega urbanističnega oblikovanja v mnogih kulturah po vsem svetu. Stara primera sta grška agora in rimski forum. Zagotavljajo lahko prostor za različne civilne namene, kot so javna zbiranja, proslave in protesti, tržnice in festivali na prostem ter prometne povezave.